# Aeroportul Chongqing Xiannüshan
Aeroportul Chongqing Xiannüshan (IATA: CQW, ICAO: ZUWL) este un aeroport din Chongqing, Republica Populară Chineză. Aeroportul a fost tranzitat în 2022 de 8.004 pasageri.
aeroportul dispune de o singură pistă.